# نقراطس

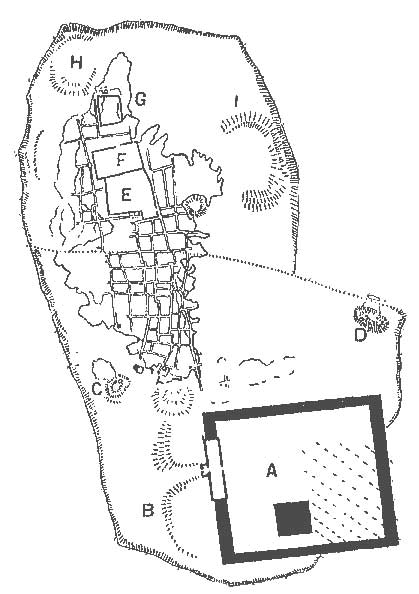
مخطط لنقراطس برسم فليندرز بيتري

نقراطس كانت مستوطنة يونانية في مصر القديمة، موقعها اليوم قريب من إيتاي البارود بمحافظة البحيرة.

## الاكتشاف
اكتشف موقعها الأستاذ فليندرز بيتري في عام 1884، على الضفة الشرقية لقناة تبعد حوالي عشرة أميال غربا من فرع رشيد من فروع النيل. كان يتم الوصول إليها في الأزمنة القديمة عن طريق المصب الكانوبي، الذي كان يبعد أكثر نحو الغرب. تم تعريف الموقع عن طريق اكتشاف النقوش، فقد عثر على اسم البلدة وكذلك عثر على كميات كبيرة من الفخاريات اليونانية المبكرة التي لم يوجد مثلها في أي مكان آخر. وتم التنقيب عن الموقع بين عامي 1884-1886 عن طريق صندوق جمعية الاستكشافات المصرية، وتم تنفيذ تنقيب إضافي من قبل المدرسة البريطانية في أثينا في عام 1899.

## مكتشفات المدينة
أعطى هيرودوتس قائمة بمعابد نقراطس؛ ومنها معبد الهيلينيون الذي كان شائعا في كل المستوطنات اليونانية، وتم تكريسه من قبل الأجيناتيين إلى زيوس، وكرسه أهل ساموس إلى هيرا، وكرسه الميليسيون إلى أبولو. وهناك معبد للإلهة أفروديت وقد ذكره أثينايوس أيضا. ووجد في أعمال التنقيب آثار كل هذه المعابد إلا معبد زيوس، أو على الأقل وقف هذا المعبد، وعثر على معبد آخر وأضيف إليهم وهو معبد ديوسكوري.
الموقعان الرئيسيان اللذان تم تنقيبهما بالكامل في الفترات الأولى كانا معابد أبولو وأفروديت، ووجد في كليهما بنايات متعاقبة ترجع لتواريخ مختلفة. كلاهما كانا يتميزان بالعدد الهائل من الفخاريات الملونة التي عثر عليها والتي ترجع لفترة مبكرة؛ في معبد أبولو تم دفن هذه الفخاريات في خندق؛ وفي معبد أفروديت تمت بعثرتها على السطح بأكمله في طبقتين مميزتين. الكثير منها كان من إنتاج محلي، لكن كانت هناك أيضا زهريات مستوردة من مواقع يونانية مختلفة. بالإضافة إلى هذه المعابد، عثر أيضا على سور محصن عظيم بمحيط حوالي 860 قدم في 750 قدم (260 متر في 225 متر)، في الجزء الجنوبي الشرقي من المدينة؛ وداخله كان هناك برج أو حصن مربع؛ وأضيف رواق معمد لأحد المداخل ودرب به صفوف من تماثيل أبو الهول أضيفت في الأزمنة البطلمية، كما يظهر في رواسب الأساسات التي عثر عليها في زوايا الرواق المعمد؛ وقد تضمنت هذه نماذج لأدوات ومواد استعملت في البنايات، ونماذج لآلات التضحية أو المراسيم، وخراطيش للملك بطليموس فيلادلفوس. وافترض الأستاذ بيتري طبيعيا أن هذا السور العظيم كان هو الهيلينيون أو ملجأ عام لليونانيين، لكن السيد هوغارث وجد بعد ذلك آثارا لسور عظيم آخر إلى المنطقة الشمالية الشرقية من المدينة، ويزعم أن هذا السور على الأرجح كان الهيلينيون أكثر من غيره، بما أنه لم توجد تحف يونانية قديمة من العصر المبكر في الجزء الجنوبي للبلدة، الأمر الذي يظهر بالأحرى أنه كان مستوطنة محلية. وعثر على مقبرة البلدة القديمة عند تلين منخفضين إلى الشمال، لكن كان في أغلبها ترجع للتاريخ البطلمي.

## أهمية المدينة
فيما عدا الاهتمام التاريخي بالموقع، كوصفها المستعمرة اليونانية الوحيدة في مصر في الأزمنة المبكرة، فإن الأهمية الرئيسية للتنقيب تكمن في الاكتشافات الغنية للفخاريات المبكرة وفي النقوش المرسومة عليها، والتي تسلط الضوء على التاريخ المبكر للأبجدية. وكانت أكثر فترات المدينة ازدهارا من تولي الملك أحمس الثاني حكم مصر في عام 570 قبل الميلاد إلى زمن الاحتلال الفارسي في عام 520 قبل الميلاد، عندما تم تحطيم محتويات المعابد. أما تأريخ الأحداث السابقة كان عليه خلاف كثير. هناك آثار واضحة لمستوطنة تعود إلى القرن السابع، وتتضمن مصنعا للجعلان الذهبية، والذي صنع العديد من الجعلان التي لم تكن من صناعة مصرية محلية، وتحمل أسماء الملوك الذين سبقوا أحمس. بين هذه كانت أجزاء الفخاريات اليونانية المبكرة. ونستدل بأن صناع تلك الفخاريات كانوا يونانيين، ومن المحتمل أنهم يمثلون مستعمرة ميليتوس، واستقروا هنا في زمن إبسماتيك الأول، قبل أن يخصص أحمس الموقع رسميا للمستوطنين اليونانيين من المدن المختلفة. أما أهم الآثار القديمة فهي موجودة الآن في المتحف البريطاني.

## قراءات أخرى
- نقراطس 1 Naukratis I بقلم فليندرز بيتري من المذكرات الثالثة لصندوق الاستكشافات المصرية (1886)؛ نقراطس 2 Naukratis II بقلم إرنست آرثر غاردنر من المذكرات السادسة من نفس المصدر.